# Museu Històric Municipal de València
El Museu Històric Municipal de València és un museu que es troba a l'edifici de la casa consistorial de València, a la plaça de l'Ajuntament. És Bé d'Interès Cultural amb anotació ministerial RI-51-0001417 de l'1 de març de 1962.

## Història
Forma un tot amb l'arxiu municipal, que es pot considerar un dels més complets i millor conservats de tot el territori espanyol. Iniciat l'any 1238, amb la reconquesta de Jaume I, i la conversió de la ciutat de València, de capital del regne islàmic, a capital d'un estat cristià.
La primera seu de l'arxiu de la ciutat van ser unes cases habilitades per establir la Cúria de la ciutat, a la plaça de l'Almoina, a la part posterior de la catedral de Santa Maria de València.
Més endavant tant l'arxiu com un conjunt de valuoses peces relacionades amb la història de la ciutat, foren traslladades a un nou edifici, construït (l'any 1311 a petició del Consell de la Ciutat que havia adquirit el solar) en estil gòtic, al principi del carrer dels Cavallers, que actualment són els jardins adjacents al Palau de la Generalitat. En aquesta ubicació van romandre fins a mitjan segle xix.
El creixement de la ciutat suposà un augment considerable de les necessitats polítiques, administrativo-burocràtiques i de salvaguarda, tant de la documentació que conservava l'arxiu Municipal, com d'altres objectes de gran valor històric, conservats durant més de sis segles; posaren en relleu la importància de buscar una nova ubicació, ja que el vell edifici del palau municipal estava en un lamentable estat ruïnós.
Entre els possibles edificis disponibles per ser ocupats per a aquestes finalitats, es considerà que la Reial Casa d'Ensenyança (fundada al segle xviii per l'arquebisbe Andrés Mayoral) era la que tenia millors condicions per ser ocupada immediatament, cosa que començà a fer-se, de manera gradual, a partir del 1854, i que no es finalitzà fins a l'any 1934 (any en el qual s'aconseguí tindre totes les dependències de la Casa d'Ensenyança, al comptar amb l'església de Santa Rosa de Lima, que estava situada al carrer del periodista Azzati, carrer de la Llonganissa en aquell moment).
El museu i l'arxiu foren de les primeres coses que ocuparen el nou edifici del consistori valencià. A partir de la Segona República, tant l'arxiu com el museu s'ubicaren al temple de santa Rosa de Lima.

## Continguts
La varietat de fons documentals i objectes del conjunt històric i cultural amb els quals compta el museu es distribueix en diverses dependències:

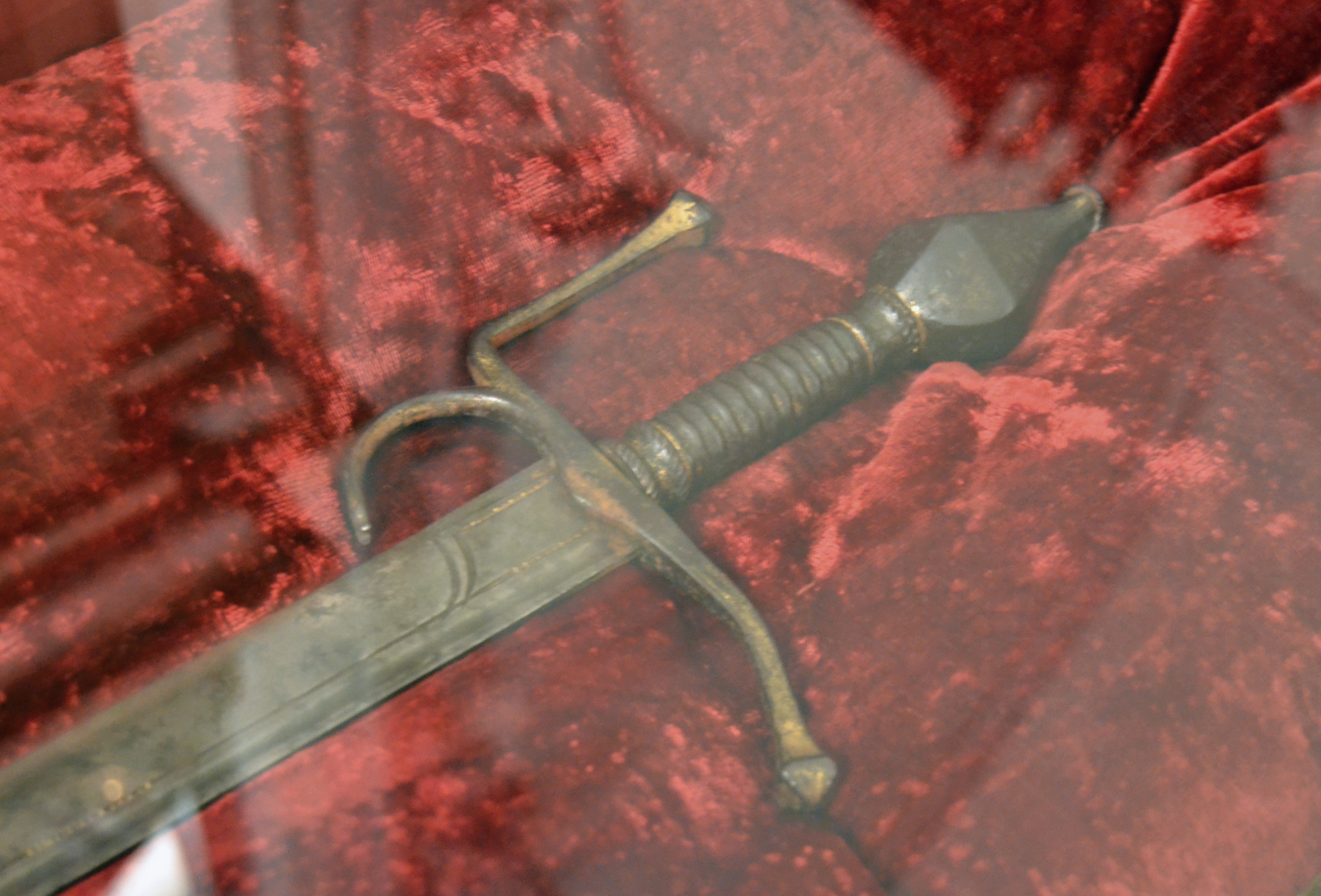
Empunyadura de l'espasa de Jaume I
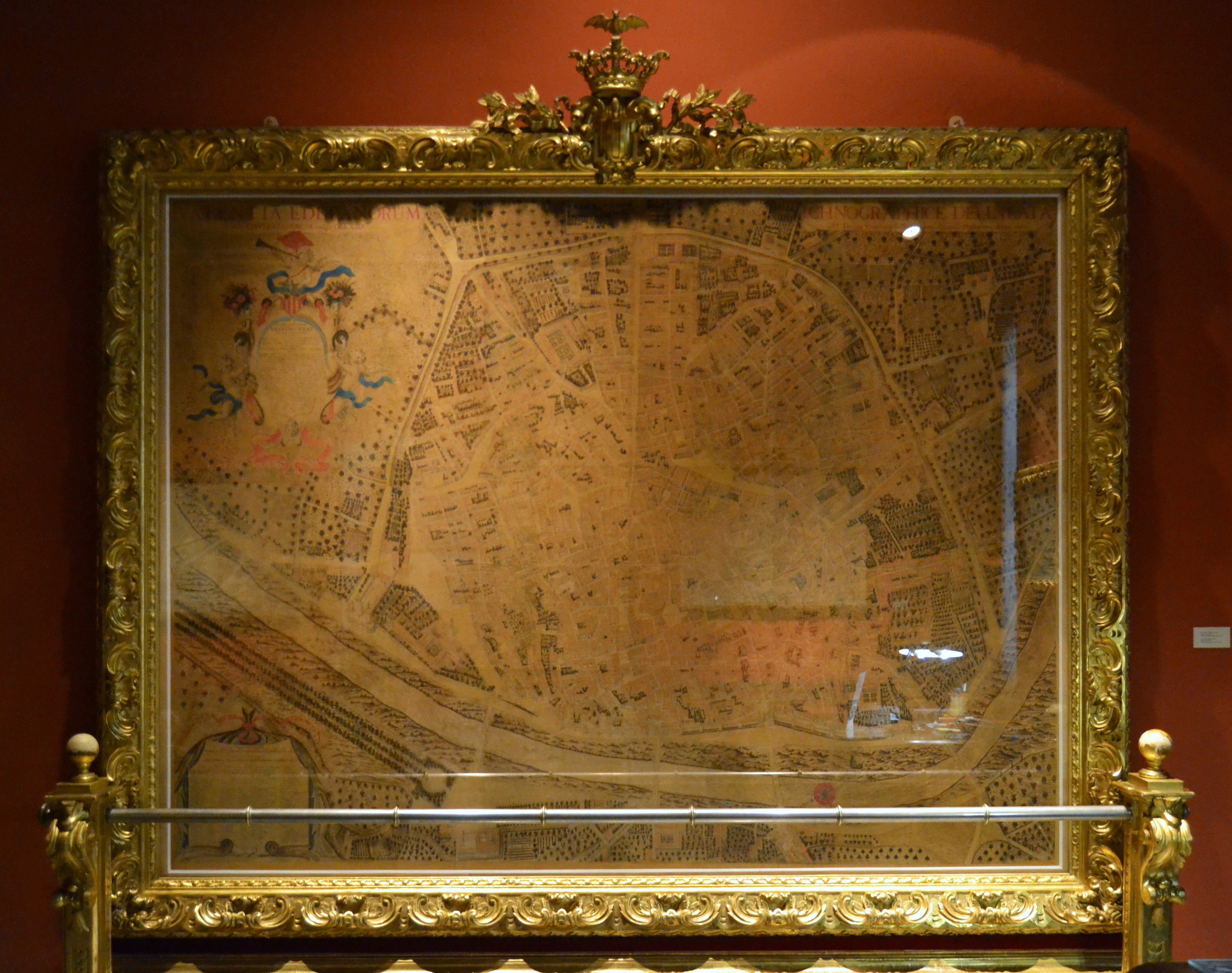
Plànol de València de Tomàs Vicent Tosca, 1704
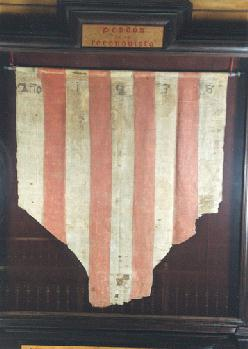
Peno de la conquesta
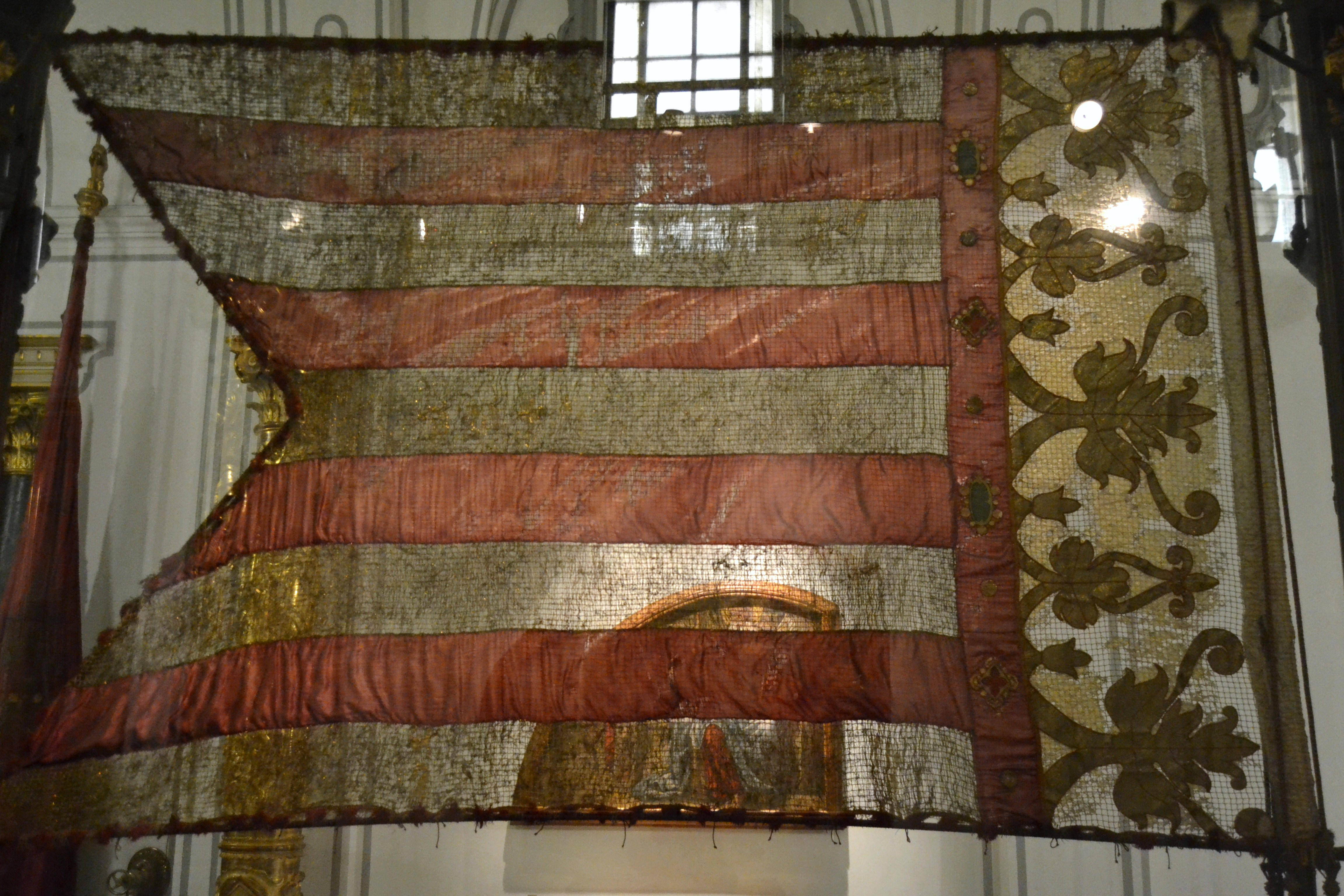
Reial Senyera
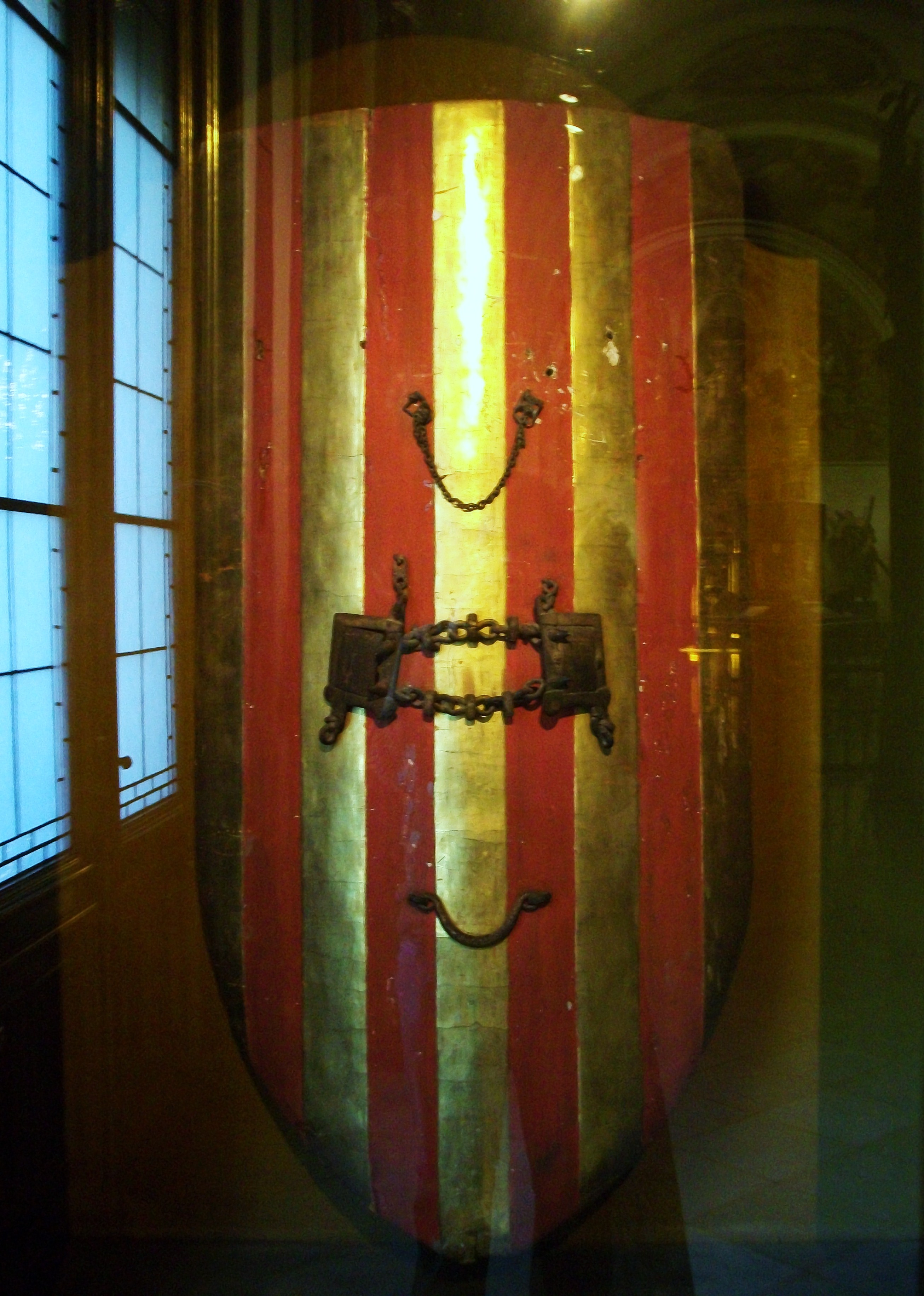
Trofeu de la conquesta
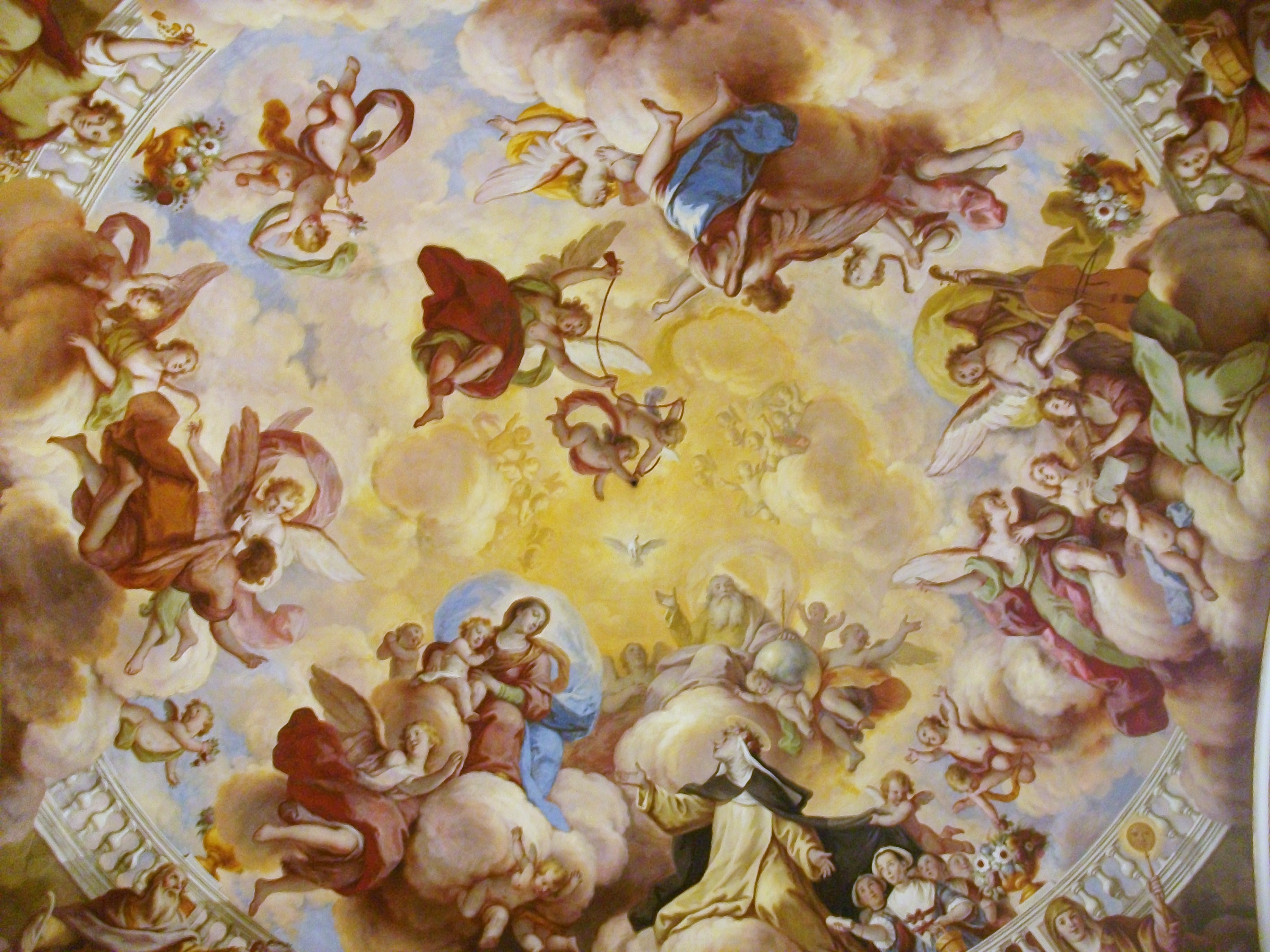
Frescos de Vergara

Sala primera
En aquesta sala s'exhibeixen com a peces destacables:
- Cinc plans que arrepleguen l'evolució de la ciutat. El més famós és el plànol realitzat pel pare Tosca a 1704,[4] però també s'exposen els de Mancelli de 1608 i Montero d'Espinosa, 1853.

- Retrat de Ferran VII obra de Vicent López.
- Llibres d'Antoni Josep Cavanilles.
- Un pinzell de Joaquim Sorolla.

Sala segona
En aquesta sala s'exhibeixen obres bibliogràfiques donades per Josep Enric Serrano Morales, al temps que es mostren un total de 46 gravats de la col·lecció municipal del segle xviii a mitjan segle xix.
Sala dels Furs
En aquesta sala es mostra en l'única vitrina de la sala, que es troba al centre, el còdex del Llibre dels Furs. La sala està decorada amb pintures murals de Ramon Stolz Viciano.
Sala Foral
Situada a l'església de Santa Rosa i decorada amb pintures de Josep Vergara, alberga alguns dels símbols i relíquies que són un referent de la història de València.
Provinents de l'antiga Casa de la Ciutat:
- Reial Senyera
- Penó de la Conquesta
- Trofeu de la Conquesta
- L'Espasa de Jaume I d'Aragó
- Quadre de La Immaculada i els Jurats d'Espinosa
- Reliquiari de Sant Jordi
- L'Arcàngel Sant Miquel
- Les Claus de la Ciutat.